# Seseli buchtormense
Seseli buchtormense är en växtart i släktet Seseli och familjen flockblommiga växter.
Det är en monokarp perenn art som förekommer i Asien, från Afghanistan och Pakistan i sydväst till norra och centrala Kina i öster. Arten beskrevs först av Friedrich Ernst Ludwig von Fischer, och fick sitt nu gällande namn av Wilhelm Daniel Joseph Koch.